# Hjalmar Riiser-Larsen
Hjalmar Riiser-Larsen (ur. 7 czerwca 1890 w Oslo, zm. 3 czerwca 1965 w Kopenhadze) – norweski pionier lotnictwa, oficer marynarki norweskiej, polarnik i przedsiębiorca. 
Pilotował wodnosamolot N25 dla Roalda Amundsena w 1925 roku i był nawigatorem sterowca Norge w 1926 roku. Poprowadził trzy wyprawy na Antarktydę. 
Przyczynił się do założenia i rozwoju Norweskich Sił Powietrznych oraz norweskich cywilnych linii lotniczych.

## Życiorys
Hjalmar Riiser-Larsen urodził się 7 czerwca 1890 roku w Kristianii (obecnie Oslo). Był najstarszym z trzech synów kapitana statku i pierwsze lata życia spędził na morzu. Po zdaniu egzaminu szkolnego w 1906 roku, pływał na żaglowcach i parowcach. W 1909 roku został przyjęty do szkoły morskiej w Horten, którą ukończył w stopniu oficera w 1912 roku. Stopień pierwszego lejtnanta uzyskał w 1915 roku, a kapitana w 1926 roku.   
Podczas I wojny światowej służył krótko na torpedowcu Skrei. Po odbyciu pierwszej w życiu podróży samolotem w 1913 roku, zafascynował się lotnictwem. W 1915 roku dostał się do pierwszej grupy żołnierzy szkolonych na pilotów marynarki w Horten. W tym samym roku ożenił się. W latach 1916–1919 pełnił funkcję inspektora zakładów lotniczych marynarki. Po krótkim stażu w szwedzkiej fabryce silników samolotowych, przeszedł w 1917 roku szkolenie dla pilotów w Wielkiej Brytanii. 
Przyczynił się do zakupu pierwszych samolotów bojowych dla Norwegii. Jesienią 1919 roku testował w Niemczech nowe samoloty dla marynarki i rekomendował zakup maszyn produkowanych przez Hansa-Brandenburg, które stanowiły wyposażenie norweskiej marynarki przez kolejne 15 lat. 
Uznanie przyniósł mu odważny lot podczas pokazów statków powietrznych zorganizowanych w trakcie spotkania królów skandynawskich w Oslo w 1917 roku i pokazów w Kopenhadze w 1919 roku. Latem 1918 roku odbył swój pierwszy lot cywilny, transportując gazety z Oslo do Trondheim dla firmy Nordisk Luftkraft, kiedy linia kolejowa była zablokowana zaspami. Był pierwszym pilotem, który odbył lot na tej trasie. Jeszcze przed końcem I wojny, założył bazy lotnicze na wyspach Flatøy koło Bergen i Karmøy. 
W latach 1919–1920 kierował zakładami lotniczymi marynarki. W 1920 roku został oddelegowany na dwa miesiące jako kierownik operacji norweskiej linii lotniczej Det Norske Luftfartsrederi na trasie między Bergen, Haugesund i Stavanger.          
W 1921 roku przeprowadził się wraz z rodziną do Kristianii, gdzie pracował jako sekretarz rady lotnictwa ministerstwa obrony, która zarządzała norweskim lotnictwem cywilnym (1921–1927). W 1921 roku odbył w Wielkiej Brytanii szkolenie na pilota sterowców, z którymi zetknął się po raz pierwszy w 1919 roku w Niemczech. 
W 1922 roku wraz z przyjacielem Finnem Lützow-Holmem przelecieli dwoma samolotami trasę Horton–Kirkenes w 47 godzin. W drodze powrotnej przeprowadzili pierwszy w Norwegii lot na potrzeby pogotowia ratunkowego w związku z przypadkami tyfusu w zachodniej części Finnmarku.  
Od 1923 roku był wiceprzewodniczącym Norweskiego Towarzystwa Lotniczego (nor. Norsk Luftseiladsforening) i wypowiadał się za rządowymi grantami na finansowanie lotnictwa cywilnego.
W latach 1929–1931 był członkiem rady miejskiej z ramienia konserwatywnej partii Høyre, najpierw w Horten, a potem w Oslo. Po rozpadzie małżeństwa na początku lat 30. XX w., ożenił się powtórnie w 1938 roku.   

### Lot Amundsena na biegun północny

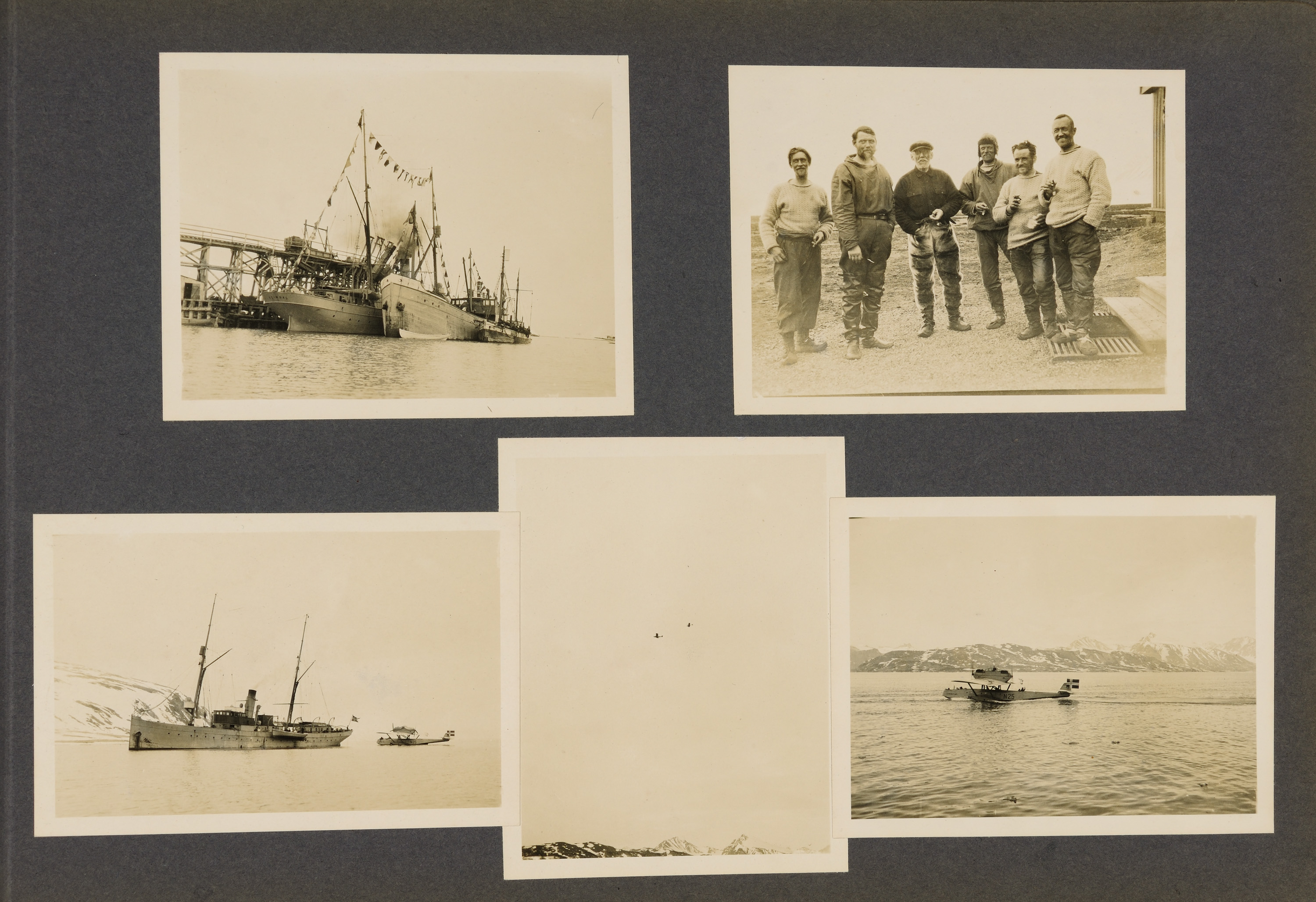
Lot na biegun północny, 1925

Na przełomie lat 1923/1924 Riiser-Larsena zaangażował Roald Amundsen, by pilotował jeden z dwóch wodnosamolotów Dornier N24 lub N25, którymi Amundsen zamierzał dotrzeć ze Svalbardu na biegun północny. Po bankructwie Amundsena w 1924 roku, Riiser-Larsen pomógł znaleźć dla niego wsparcie finansowe, a następnie zajął się przygotowaniami do wyprawy po tym jak Lincoln Ellsworth (1880–1951) zapewnił finansowanie ekspedycji. Do wyprawy doszło w 1925 roku, a Riiser-Larsen pilotował wodnosamolot N25. Po ponad 8 godzinach lotu, samoloty N24 i N25 wylądowały na krze lodowej na szerokości 87°43'N. Przy starcie N24 doznał uszkodzeń i wszyscy uczestnicy próbowali przez trzy i pół tygodnia zbudować pas startowy na krze. 15 czerwca Riiser-Larsen zdołał wystartować, zabierając na pokładzie wszystkich sześciu uczestników wyprawy.        

### Przelot Amundsena, Ellswortha i Nobilego nad biegunem północnym
Podczas przelotu Amundsena, Ellswortha i Nobilego sterowcem Norge nad biegunem północnym w 1926 roku był zastępcą dowódcy i nawigatorem statku. Był to pierwszy w historii przelot nad Oceanem Arktycznym.  
W 1928 roku wraz z Finnem Lützow-Holmem prowadził poszukiwania Nobilego po jego rozbiciu się sterowcem Italia w rejonie Svalbardu. Kiedy w trakcie poszukiwań zaginął Amundsen, Riiser-Larsen stanął na czele ekspedycji ratunkowej Louise Arner Boyd. 

### Wyprawy na Antarktydę
W latach 1929–1930 Riiser-Larsen poprowadził trzecią wyprawę Larsa Christiansena na statku Norvegia na Antarktydę, podczas której odkryto i zbadano z powietrza tereny Ziemi Królowej Maud i Wybrzeża Księżniczki Marty. Riiser-Larsen nakręcił z wyprawy film pokazywany później w kinach Oslo. 
W latach 1930–1931 dowodził czwartą ekspedycją na Norvegii na Antarktydę, podczas której odkryto Wybrzeże Księżniczki Ragnhildy. 
W 1933 roku zorganizował własną wyprawę, by wraz z dwoma towarzyszami, narciarzem Olavem Kjelbotnem i traperem Hallvardem Devoldem, oraz 58 psami zbadać odcinek od Wyspy Enderby do Morza Weddella podczas wyprawy saniami. Po rozładowaniu bagażu ekspedycji na krze lodowej, lód załamał się pierwszej nocy, obóz został podzielony na dwie części – na dryfującej krze znaleźli się uczestnicy wyprawy z czterema psami. Po nadaniu sygnału SOS zostali uratowani po kilku dniach. Po powrocie do domu okazało się, że podczas nieobecności Riiser-Larsen został zwolniony z marynarki. 

### II wojna światowa
Po powrocie z Antarktydy i krótkim okresie bezrobocia, Riiser-Larsen został w 1933 roku dyrektorem Norweskiej Kompanii Lotniczej (nor. Det Norske Luftfartsselskap, (DNL)). Dzięki niemu w 1935 roku firma uzyskała monopol na loty rejsowe i w tym samym roku otworzyła pierwsze połączenia testowe. Do końca 1940 roku sieć połączeń lotniczych objęła cały kraj i otwarto również trasy zagraniczne. Plany otwarcia wraz ze Szwedami i Duńczykami połączenia transatlantyckiego przerwała II wojna światowa. Riiser-Larsen został zmobilizowany i objął funkcję szefa sztabu sił powietrznych marynarki, a jego przełożonym został Finn Lützow-Holm. W 1940 roku Riiser-Larsen uzyskał stopień komandora.
Po zajęciu Oslo przez Niemców, Riiser-Larsen udał się do Szwecji, a stamtąd przez Moskwę i Paryż do Londynu. Następnie znalazł się w Stanach Zjednoczonych, gdzie w 1940 roku krótko pełnił funkcję attaché ds. marynarki w placówce w Waszyngtonie. Potem objął tymczasowo dowództwo norweskich sił powietrznych marynarki z bazą w Kanadzie. W 1941 roku uzyskał stopień kontradmirała i objął dowództwo połączonych sił lotniczych w Londynie. Opowiadał się za czynnym udziałem lotnictwa norweskiego w walce z Niemcami. Wielu Norwegów opuściło wówczas kraj, by wstąpić do sił powietrznych na uchodźstwie. Kiedy w 1944 roku doszło do połączenia lotnictwa z siłami powietrznymi marynarki, głównym ich dowódcą został Riiser-Larsen. Koniec wojny przyniósł intrygi, wobec których Riiser-Larsen ustąpił z piastowanego stanowiska w 1946 roku.             

### Czasy powojenne
Po wojnie Riiser-Larsen został głównym planistą nowego działu firmy Scandinavian Airlines System (SAS) ds. tras na długie odległości. Ustawił trasy lotów do południowej Afryki i Azji południowo-wschodniej. W 1948 roku został sprowadzony do Norweskiej Kompanii Lotniczej. Ostatnie lata pracy spędził jako dyrektor regionalny SAS w Norwegii, po tym jak SAS przejął skandynawskie linie lotnicze. 
W 1955 roku przeszedł na emeryturę i przeniósł się do Kopenhagi, gdzie zmarł 3 czerwca 1965 roku. Pamiętnik Riiser-Larsena został opublikowany w 1975 roku.

## Odznaczenia, członkostwa i nagrody
- 1925 – Orderu Świętego Olafa – Komandor z Gwiazdą[2]
- Królewski Medal za Zasługi – Komandor[2]
- Medal Obrony 1940–1945[2]
- Medal 70 rocznicy Hakona VII[2]
- Order Imperium Brytyjskiego[2]
- Order Wazów[2]
- Legia Zasługi[2]
- Brązowa Gwiazda[2]
- Legia Honorowa[2]
- Order Korony Włoch[2]
- Order Lwa Białego[2]
- honorowy członek Norweskiego Towarzystwa Geograficznego[1]
- honorowy członek Norweskiego Air Clubu[1]

## Upamiętnienie
Na cześć Riiser-Larsena nazwano Półwysep Riiser-Larsena, Lodowiec Szelfowy Riiser-Larsena a także Morze Riiser-Larsena.  